# Championnat du monde des rallyes 2016
Navigation
2015 2017
Le championnat du monde des rallyes 2016 est la 44e édition du championnat du monde des rallyes.

## Participants

### Pilotes
- Elfyn Evans a fait son départ de l’équipe M-Sport Stobart Ford WRT en faveur du norvégien Mads Østberg, qui sera épaulé par le français Eric Camilli, conducteur débutant. Cependant il restera avec l’équipe et conduira dans la série WRC-2 à la saison 2017. Østberg, qui arrivait de l’équipe Citroën après trois saisons, aura un partenariat avec Camilli.
- Hayden Paddon conduira à plein temps cette saison ; le hollandais Kévin Abbring lui succèdera chez Hyundai.
- Ott Tänak quitte l’équipe M-Sport pour retourner chez DMACK après deux ans.

### Écuries du championnat constructeurs
- L’équipe Citroën Racing ne participera pas afin de se concentrer sur le développement de leur auto pour 2017 en prévision d’un changement majeur des règlements pour la saison 2017.
- DMACK, fabricant anglo-chinois de pneus, sera présent cette saison à plein temps.

| Écurie                   | Voiture               | Pneus | Pilote             | Copilote           | Manche     |
| ------------------------ | --------------------- | ----- | ------------------ | ------------------ | ---------- |
| Volkswagen Motorsport    | Volkswagen Polo R WRC | M     | Sébastien Ogier    | Julien Ingrassia   | Toutes     |
| Volkswagen Motorsport    | Volkswagen Polo R WRC | M     | Jari-Matti Latvala | Miikka Anttila     | Toutes     |
| Volkswagen Motorsport II | Volkswagen Polo R WRC | M     | Andreas Mikkelsen  | Andreas Jaeger     | Toutes     |
| M-Sport World Rally Team | Ford Fiesta RS WRC    | M     | Mads Østberg       | Ola Fløene         | Toutes     |
| M-Sport World Rally Team | Ford Fiesta RS WRC    | M     | Eric Camilli       | Nicolas Klinger    | Toutes     |
| Hyundai Motorsport       | Hyundai i20 WRC       | M     | Thierry Neuville   | Nicolas Gilsoul    | Toutes     |
| Hyundai Motorsport       | Hyundai i20 WRC       | M     | Dani Sordo         | Marc Marti         | Toutes     |
| Hyundai Motorsport       | Hyundai i20 WRC       | M     | Hayden Paddon      | John Kennard       | Toutes     |
| Hyundai Motorsport       | Hyundai i20 WRC       | M     | Kévin Abbring      | Sebastian Marshall | 5-6, 8, 12 |
| DMACK World Rally Team   | Ford Fiesta RS WRC    | D     | Ott Tänak          | Raigo Molder       | Toutes     |

### Autres écuries et équipages
| Écurie                      | Voiture                    | Pneus | Pilote               | Copilote           | Manche          |
| --------------------------- | -------------------------- | ----- | -------------------- | ------------------ | --------------- |
| Jipocar Czech National Team | Ford Fiesta RS WRC         | M     | Martin Prokop        | Jan Tomanek        | 3, 5-6, 12      |
| F.W.R.T.                    | Ford Fiesta RS WRC         | P     | Lorenzo Bertelli     | Simone Scattolin   | 1-4, 6-8, 11-14 |
| Yazeed Racing               | Ford Fiesta RS WRC         | P     | Yazeed Al-Rajhi      | Michael Orr        | 2, 5-8, 13      |
| RK M-Sport WRT              | Ford Fiesta RS WRC         | P     | Robert Kubica        | Maciej Szczepaniak | 1               |
| Beníto Guerra               | Ford Fiesta RS WRC         | P     | Beníto Guerra        | Borja Rozada       | 3               |
| Henning Solberg             | Ford Fiesta RS WRC         | M     | Henning Solberg      | Ilka Minor         | 2, 4-7          |
| Melico Racing               | Ford Fiesta RS WRC         | P     | Jaroslav Melichárek  | Erik Melichárek    | 5               |
| Federico Della Casa         | Ford Fiesta RS WRC         | M     | Federico Della Casa  | Domenico Pozzi     | 6               |
| Roberto Tononi              | Ford Fiesta RS WRC         | P     | Roberto Tononi       | Paolo Comini       | 6               |
| Toksport WRT                | Ford Fiesta RS WRC         | M     | Matti Koskelo        | Rami Suorsa        | 8               |
| Oleksiy Tamrazov            | Ford Fiesta RS WRC         | M     | Oleksiy Tamrazov     | Nicola Arena       | 8               |
| Abdullah Al-Qassimi         | Ford Fiesta RS WRC         | M     | Abdullah Al-Qassimi  | Steve Lancaster    | 8               |
| Felice Re                   | Citroën DS3 WRC            | P     | Felice Re            | Mara Bariani       | 1               |
| Marcos Ligato               | Citroën DS3 WRC            | M     | Marcos Ligato        | Ruben Garcia       | 4, 8            |
| José Alberto Nicolas        | Citroën DS3 WRC            | M     | José Alberto Nicolas | Miguel Recalt      | 4, 8            |
| Eurolamp WRT                | Mini John Cooper Works WRC | P     | Valeriy Gorban       | Volodymyr Korsia   | 2-8, 12-13      |
| Eurolamp WRT                | Mini John Cooper Works WRC | P     | Mait Maarend         | Mihkel Kapp        | 2, 6            |

| Écurie                           | Voiture         | Pneus | Pilote            | Copilote        | Manche           |
| -------------------------------- | --------------- | ----- | ----------------- | --------------- | ---------------- |
| Abu Dhabi Total World Rally Team | Citroën DS3 WRC | M     | Kris Meeke        | Paul Nagle      | 1-2, 5, 8, 11-13 |
| Abu Dhabi Total World Rally Team | Citroën DS3 WRC | M     | Khalid Al-Qassimi | Chris Patterson | 2, 5, 8, 12      |
| Abu Dhabi Total World Rally Team | Citroën DS3 WRC | M     | Stéphane Lefebvre | Gabin Moreau    | 1, 5, 7, 9, 13   |
| Abu Dhabi Total World Rally Team | Citroën DS3 WRC | M     | Craig Breen       | Scott Martin    | 2, 7-8, 11-13    |
| Abu Dhabi Total World Rally Team | Citroën DS3 WRC | M     | Quentin Gilbert   | Renaud Jamoul   | 13               |

## Calendrier et règlement
Le calendrier 2016 est identique à celui de 2015, à l'exception du rallye d’Australie qui clôturera le championnat. Le rallye de Chine fait son retour officiel comme manche du championnat depuis la dernière édition en 1999 ; par conséquent le calendrier s'agrandit à 14 épreuves.
| N° | Dates                    | Rallye                    | Base             | Surface             |
| -- | ------------------------ | ------------------------- | ---------------- | ------------------- |
| 1  | 22 - 24 janvier          | Rallye Monte-Carlo        | Gap              | Asphalte et neige   |
| 2  | 12 - 14 février          | Rallye de Suède           | Hagfors          | Neige               |
| 3  | 4 - 6 mars               | Rallye du Mexique         | León             | Gravier             |
| 4  | 22 - 24 avril            | Rallye d'Argentine        | Villa Carlos Paz | Gravier             |
| 5  | 20 - 22 mai              | Rallye du Portugal        | Faro             | Gravier             |
| 6  | 10 - 12 juin             | Rallye de Sardaigne       | Olbia            | Gravier             |
| 7  | 1er - 3 juillet          | Rallye de Pologne         | Mikołajki        | Gravier             |
| 8  | 29 - 31 juillet          | Rallye de Finlande        | Jyväskylä        | Gravier             |
| 9  | 19 - 21 août             | Rallye d'Allemagne        | Trèves           | Asphalte            |
| 10 | 9 - 11 septembre         | Rallye de Chine           |                  | Asphalte            |
| 11 | 30 septembre - 2 octobre | Tour de Corse             | Ajaccio          | Asphalte            |
| 12 | 14 - 16 octobre          | Rallye de Catalogne       | Salou            | Asphalte et gravier |
| 13 | 28 - 30 octobre          | Rallye de Grande-Bretagne | Deeside          | Gravier             |
| 14 | 18 - 20 novembre         | Rallye d'Australie        | Coffs Harbour    | Gravier             |

## Résultats
| Manche | Rallye                                                                   | Podium                                 | Podium                                 | Podium                                 | Podium                                             | Podium                                 | Statistiques                           | Statistiques                           | Statistiques                           | Statistiques                           |
| Manche | Rallye                                                                   | Pos.                                   | No                                     | Équipage                               | Équipe                                             | Temps                                  | Épreuves spéciales                     | Distance parcourue                     | Équipages engagés                      | Équipages classés                      |
| ------ | ------------------------------------------------------------------------ | -------------------------------------- | -------------------------------------- | -------------------------------------- | -------------------------------------------------- | -------------------------------------- | -------------------------------------- | -------------------------------------- | -------------------------------------- | -------------------------------------- |
| 1er    | 84e Rallye Automobile de Monte-Carlo (21–24 janvier) résultats détaillés | 1                                      | 1                                      | Sébastien Ogier Julien Ingrassia       | Volkswagen Motorsport (Volkswagen Polo R WRC)      | 3 h 49 min 53 s 1                      | 16                                     | 377,59 km                              | 88                                     | 64                                     |
| 1er    | 84e Rallye Automobile de Monte-Carlo (21–24 janvier) résultats détaillés | 2                                      | 9                                      | Andreas Mikkelsen Anders Jæger         | Volkswagen Motorsport II (Volkswagen Polo R WRC)   | 3 h 51 min 47 s 6                      | 16                                     | 377,59 km                              | 88                                     | 64                                     |
| 1er    | 84e Rallye Automobile de Monte-Carlo (21–24 janvier) résultats détaillés | 3                                      | 3                                      | Thierry Neuville Nicolas Gilsoul       | Hyundai World Rally Team (Hyundai i20 WRC)         | 3 h 53 min 11 s 0                      | 16                                     | 377,59 km                              | 88                                     | 64                                     |
|        |                                                                          |                                        |                                        |                                        |                                                    |                                        |                                        |                                        |                                        |                                        |
| 2e     | 63e Rallye de Suède (11-14 février) résultats détaillés                  | 1                                      | 1                                      | Sébastien Ogier Julien Ingrassia       | Volkswagen Motorsport (Volkswagen Polo R WRC)      | 1 h 59 min 47 s 4                      | 13                                     | 247,48 km                              | 58                                     | 47                                     |
| 2e     | 63e Rallye de Suède (11-14 février) résultats détaillés                  | 2                                      | 20                                     | Hayden Paddon John Kennard             | Hyundai World Rally Team (Hyundai i20 WRC)         | 2 h 00 min 17 s 2                      | 13                                     | 247,48 km                              | 58                                     | 47                                     |
| 2e     | 63e Rallye de Suède (11-14 février) résultats détaillés                  | 3                                      | 5                                      | Mads Østberg Ola Fløene                | M-Sport World Rally Team (Ford Fiesta RS WRC)      | 2 h 00 min 43 s 0                      | 13                                     | 247,48 km                              | 58                                     | 47                                     |
|        |                                                                          |                                        |                                        |                                        |                                                    |                                        |                                        |                                        |                                        |                                        |
| 3e     | 30e Rallye du Mexique (03-06 mars) résultats détaillés                   | 1                                      | 2                                      | Jari-Matti Latvala Miikka Anttila      | Volkswagen Motorsport (Volkswagen Polo R WRC)      | 4 h 25 min 57 s 4                      | 21                                     | 399,41 km                              | 30                                     | 22                                     |
| 3e     | 30e Rallye du Mexique (03-06 mars) résultats détaillés                   | 2                                      | 1                                      | Sébastien Ogier Julien Ingrassia       | Volkswagen Motorsport (Volkswagen Polo R WRC)      | 4 h 27 min 02 s 4                      | 21                                     | 399,41 km                              | 30                                     | 22                                     |
| 3e     | 30e Rallye du Mexique (03-06 mars) résultats détaillés                   | 3                                      | 5                                      | Mads Østberg Ola Fløene                | M-Sport World Rally Team (Ford Fiesta RS WRC)      | 4 h 31 min 33 s 8                      | 21                                     | 399,41 km                              | 30                                     | 22                                     |
|        |                                                                          |                                        |                                        |                                        |                                                    |                                        |                                        |                                        |                                        |                                        |
| 4e     | 36e Rallye d'Argentine (21-24 avril) résultats détaillés                 | 1                                      | 20                                     | Hayden Paddon John Kennard             | Hyundai World Rally Team (Hyundai i20 WRC)         | 3 h 40 min 52 s 9                      | 18                                     | 364,68 km                              | 36                                     | 31                                     |
| 4e     | 36e Rallye d'Argentine (21-24 avril) résultats détaillés                 | 2                                      | 1                                      | Sébastien Ogier Julien Ingrassia       | Volkswagen Motorsport (Volkswagen Polo R WRC)      | 3 h 41 min 07 s 2                      | 18                                     | 364,68 km                              | 36                                     | 31                                     |
| 4e     | 36e Rallye d'Argentine (21-24 avril) résultats détaillés                 | 3                                      | 9                                      | Andreas Mikkelsen Anders Jæger         | Volkswagen Motorsport II (Volkswagen Polo R WRC)   | 3 h 41 min 58 s 1                      | 18                                     | 364,68 km                              | 36                                     | 31                                     |
|        |                                                                          |                                        |                                        |                                        |                                                    |                                        |                                        |                                        |                                        |                                        |
| 5e     | 50e Rallye du Portugal (19-22 mai) résultats détaillés                   | 1                                      | 7                                      | Kris Meeke Paul Nagle                  | Abu Dhabi Total World Rally Team (Citroën DS3 WRC) | 3 h 59 min 01 s 0                      | 19                                     | 368 km                                 | 81                                     | 63                                     |
| 5e     | 50e Rallye du Portugal (19-22 mai) résultats détaillés                   | 2                                      | 9                                      | Andreas Mikkelsen Anders Jæger         | Volkswagen Motorsport II (Volkswagen Polo R WRC)   | 3 h 59 min 30 s 7                      | 19                                     | 368 km                                 | 81                                     | 63                                     |
| 5e     | 50e Rallye du Portugal (19-22 mai) résultats détaillés                   | 3                                      | 1                                      | Sébastien Ogier Julien Ingrassia       | Volkswagen Motorsport (Volkswagen Polo R WRC)      | 3 h 59 min 35 s 5                      | 19                                     | 368 km                                 | 81                                     | 63                                     |
|        |                                                                          |                                        |                                        |                                        |                                                    |                                        |                                        |                                        |                                        |                                        |
| 6e     | 13e Rallye de Sardaigne (9-12 juin) résultats détaillés                  | 1                                      | 3                                      | Thierry Neuville Nicolas Gilsoul       | Hyundai World Rally Team (Hyundai i20 WRC)         | 3 h 35 min 25 s 8                      | 19                                     | 324,60 km                              | 50                                     | 37                                     |
| 6e     | 13e Rallye de Sardaigne (9-12 juin) résultats détaillés                  | 2                                      | 2                                      | Jari-Matti Latvala Miikka Anttila      | Volkswagen Motorsport (Volkswagen Polo R WRC)      | 3 h 35 min 50 s 6                      | 19                                     | 324,60 km                              | 50                                     | 37                                     |
| 6e     | 13e Rallye de Sardaigne (9-12 juin) résultats détaillés                  | 3                                      | 1                                      | Sébastien Ogier Julien Ingrassia       | Volkswagen Motorsport (Volkswagen Polo R WRC)      | 3 h 37 min 03 s 6                      | 19                                     | 324,60 km                              | 50                                     | 37                                     |
|        |                                                                          |                                        |                                        |                                        |                                                    |                                        |                                        |                                        |                                        |                                        |
| 7e     | 73e Rallye de Pologne (01-03 juillet) résultats détaillés                | 1                                      | 9                                      | Andreas Mikkelsen Anders Jæger         | Volkswagen Motorsport II (Volkswagen Polo R WRC)   | 2 h 37 min 34 s 4                      | 21                                     | 306,08 km                              | 64                                     | 49                                     |
| 7e     | 73e Rallye de Pologne (01-03 juillet) résultats détaillés                | 2                                      | 12                                     | Ott Tänak Raigo Mõlder                 | DMACK World Rally Team (Ford Fiesta RS WRC)        | 2 h 38 min 00 s 6                      | 21                                     | 306,08 km                              | 64                                     | 49                                     |
| 7e     | 73e Rallye de Pologne (01-03 juillet) résultats détaillés                | 3                                      | 20                                     | Hayden Paddon John Kennard             | Hyundai World Rally Team (Hyundai i20 WRC)         | 2 h 38 min 02 s 9                      | 21                                     | 306,08 km                              | 64                                     | 49                                     |
|        |                                                                          |                                        |                                        |                                        |                                                    |                                        |                                        |                                        |                                        |                                        |
| 8e     | 66e Rallye de Finlande (28-31 juillet) résultats détaillés               | 1                                      | 7                                      | Kris Meeke Paul Nagle                  | Abu Dhabi Total World Rally Team (Citroën DS3 WRC) | 2 h 38 min 05 s 8                      | 24                                     | 221,34 km                              | 76                                     | 54                                     |
| 8e     | 66e Rallye de Finlande (28-31 juillet) résultats détaillés               | 2                                      | 2                                      | Jari-Matti Latvala Miikka Anttila      | Volkswagen Motorsport (Volkswagen Polo R WRC)      | 2 h 38 min 34 s 9                      | 24                                     | 221,34 km                              | 76                                     | 54                                     |
| 8e     | 66e Rallye de Finlande (28-31 juillet) résultats détaillés               | 3                                      | 8                                      | Craig Breen Scott Martin               | Abu Dhabi Total World Rally Team (Citroën DS3 WRC) | 2 h 39 min 47 s 1                      | 24                                     | 221,34 km                              | 76                                     | 54                                     |
|        |                                                                          |                                        |                                        |                                        |                                                    |                                        |                                        |                                        |                                        |                                        |
| 9e     | 33e Rallye d'Allemagne (18-21 aout) résultats détaillés                  | 1                                      | 1                                      | Sébastien Ogier Julien Ingrassia       | Volkswagen Motorsport (Volkswagen Polo R WRC)      | 3 h 00 min 26 s 7                      | 18                                     | 306,80 km                              | 87                                     | 72                                     |
| 9e     | 33e Rallye d'Allemagne (18-21 aout) résultats détaillés                  | 2                                      | 4                                      | Dani Sordo Marc Marti                  | Hyundai World Rally Team (Hyundai i20 WRC)         | 3 h 00 min 47 s 0                      | 18                                     | 306,80 km                              | 87                                     | 72                                     |
| 9e     | 33e Rallye d'Allemagne (18-21 aout) résultats détaillés                  | 3                                      | 3                                      | Thierry Neuville Nicolas Gilsoul       | Hyundai World Rally Team (Hyundai i20 WRC)         | 3 h 00 min 47 s 1                      | 18                                     | 306,80 km                              | 87                                     | 72                                     |
|        |                                                                          |                                        |                                        |                                        |                                                    |                                        |                                        |                                        |                                        |                                        |
| 10e    | 18e Rallye de Chine (08-11 septembre)                                    | Rallye annulé pour cause d'intempéries | Rallye annulé pour cause d'intempéries | Rallye annulé pour cause d'intempéries | Rallye annulé pour cause d'intempéries             | Rallye annulé pour cause d'intempéries | Rallye annulé pour cause d'intempéries | Rallye annulé pour cause d'intempéries | Rallye annulé pour cause d'intempéries | Rallye annulé pour cause d'intempéries |
|        |                                                                          |                                        |                                        |                                        |                                                    |                                        |                                        |                                        |                                        |                                        |
| 11e    | 59e Tour de Corse (29 septembre-02 octobre) résultats détaillés          | 1                                      | 1                                      | Sébastien Ogier Julien Ingrassia       | Volkswagen Motorsport (Volkswagen Polo R WRC)      | 4 h 07 min 17 s 0                      | 10                                     | 390,92 km                              | 70                                     | 52                                     |
| 11e    | 59e Tour de Corse (29 septembre-02 octobre) résultats détaillés          | 2                                      | 3                                      | Thierry Neuville Nicolas Gilsoul       | Hyundai World Rally Team (Hyundai i20 WRC)         | 4 h 08 min 03 s 4                      | 10                                     | 390,92 km                              | 70                                     | 52                                     |
| 11e    | 59e Tour de Corse (29 septembre-02 octobre) résultats détaillés          | 3                                      | 9                                      | Andreas Mikkelsen Anders Jæger         | Volkswagen Motorsport II (Volkswagen Polo R WRC)   | 4 h 08 min 27 s 0                      | 10                                     | 390,92 km                              | 70                                     | 52                                     |
|        |                                                                          |                                        |                                        |                                        |                                                    |                                        |                                        |                                        |                                        |                                        |
| 12e    | 44e Rallye de Catalogne (13-16 octobre) résultats détaillés              | 1                                      | 1                                      | Sébastien Ogier Julien Ingrassia       | Volkswagen Motorsport (Volkswagen Polo R WRC)      | 3 h 13 min 03 s 6                      | 19                                     | 321,08 km                              | 70                                     | 57                                     |
| 12e    | 44e Rallye de Catalogne (13-16 octobre) résultats détaillés              | 2                                      | 4                                      | Dani Sordo Marc Marti                  | Hyundai World Rally Team (Hyundai i20 WRC)         | 3 h 13 min 19 s 2                      | 19                                     | 321,08 km                              | 70                                     | 57                                     |
| 12e    | 44e Rallye de Catalogne (13-16 octobre) résultats détaillés              | 3                                      | 3                                      | Thierry Neuville Nicolas Gilsoul       | Hyundai World Rally Team (Hyundai i20 WRC)         | 3 h 14 min 18 s 6                      | 19                                     | 321,08 km                              | 70                                     | 57                                     |
|        |                                                                          |                                        |                                        |                                        |                                                    |                                        |                                        |                                        |                                        |                                        |
| 13e    | 71e Rallye de Grande-Bretagne (27-30 octobre) résultats détaillés        | 1                                      | 1                                      | Sébastien Ogier Julien Ingrassia       | Volkswagen Motorsport (Volkswagen Polo R WRC)      | 3 h 14 min 30 s 2                      | 22                                     | 330,21 km                              | 76                                     | 67                                     |
| 13e    | 71e Rallye de Grande-Bretagne (27-30 octobre) résultats détaillés        | 2                                      | 12                                     | Ott Tänak Raigo Mõlder                 | DMACK World Rally Team (Ford Fiesta RS WRC)        | 3 h 14 min 40 s 4                      | 22                                     | 330,21 km                              | 76                                     | 67                                     |
| 13e    | 71e Rallye de Grande-Bretagne (27-30 octobre) résultats détaillés        | 3                                      | 3                                      | Thierry Neuville Nicolas Gilsoul       | Hyundai World Rally Team (Hyundai i20 WRC)         | 3 h 16 min 05 s 6                      | 22                                     | 330,21 km                              | 76                                     | 67                                     |
|        |                                                                          |                                        |                                        |                                        |                                                    |                                        |                                        |                                        |                                        |                                        |
| 14e    | 25e Rallye d'Australie (17-20 novembre) résultats détaillés              | 1                                      | 9                                      | Andreas Mikkelsen Anders Jæger         | Volkswagen Motorsport II (Volkswagen Polo R WRC)   | 2 h 46 min 05 s 7                      | 23                                     | 312,98 km                              | 36                                     | 25                                     |
| 14e    | 25e Rallye d'Australie (17-20 novembre) résultats détaillés              | 2                                      | 1                                      | Sébastien Ogier Julien Ingrassia       | Volkswagen Motorsport (Volkswagen Polo R WRC)      | 2 h 46 min 20 s 6                      | 23                                     | 312,98 km                              | 36                                     | 25                                     |
| 14e    | 25e Rallye d'Australie (17-20 novembre) résultats détaillés              | 3                                      | 3                                      | Thierry Neuville Nicolas Gilsoul       | Hyundai World Rally Team (Hyundai i20 WRC)         | 2 h 47 min 18 s 3                      | 23                                     | 312,98 km                              | 36                                     | 25                                     |

## Classements

### Classement des pilotes
Selon le système de points en vigueur, les 10 premiers équipages remportent des points, 25 points pour le premier, puis 18, 15, 12, 10, 8, 6, 4, 2 et 1.
| Pos.     | Pilotes            | MON  | SUE  | MEX  | ARG  | POR  | ITA  | POL  | FIN  | GER  | CHN | FRA  | ESP  | GBR  | AUS  | Points |
| -------- | ------------------ | ---- | ---- | ---- | ---- | ---- | ---- | ---- | ---- | ---- | --- | ---- | ---- | ---- | ---- | ------ |
| Champion | Sébastien Ogier    | 25+3 | 25+3 | 18+3 | 18+1 | 15+3 | 15+3 | 8+3  | 0    | 25+1 | A   | 25+1 | 25+2 | 25   | 18+3 | 268    |
| 2        | Thierry Neuville   | 15   | 0    | Ab.  | 8    | 0    | 25   | 12+1 | 12+3 | 15+3 | A   | 18   | 15   | 15+1 | 15+2 | 160    |
| 3        | Andreas Mikkelsen  | 18+1 | 12+2 | Ab.  | 15   | 18+1 | 0    | 25   | 6    | 12   | A   | 15+2 | Ab.  | 0+2  | 25   | 154    |
| 4        | Hayden Paddon      | 0    | 18   | 10+1 | 25+3 | Ab.  | Ab.  | 15   | 10+2 | 10   | A   | 8    | 12   | 12   | 12   | 138    |
| 5        | Dani Sordo         | 8+2  | 8    | 12   | 12+2 | 12   | 12   | Ab.  | -    | 18   | A   | 6    | 18+1 | 8    | 10+1 | 130    |
| 6        | Jari-Matti Latvala | Ab.  | 0    | 25+2 | 0    | 8+2  | 18+1 | 10+2 | 18+1 | 2    | A   | 12   | 0+3  | 6    | 2    | 112    |
| 7        | Mads Østberg       | 12   | 15   | 15   | 10   | 6    | Ab.  | 4    | 8    | 8    | A   | 2    | 10   | 4    | 8    | 102    |
| 8        | Ott Tänak          | 6    | 10   | 8    | 0    | Ab.  | 10   | 18   | Ab.  | 0    | A   | 1    | 8    | 18+3 | 6    | 88     |
| 9        | Kris Meeke         | Ab.  | 0+1  | -    | -    | 25   | -    | -    | 25   | -    | A   | 0+3  | Ab.  | 10   | -    | 64     |
| 10       | Craig Breen        | -    | 4    | -    | -    | -    | -    | 6    | 15   | -    | A   | 10   | 1    | Ab.  | -    | 36     |
| 11       | Eric Camilli       | Ab.  | Ab.  | 0    | 4    | 10   | 8    | 1    | Ab.  | 0    | A   | 4    | 0    | 1    | -    | 28     |
| 12       | Esapekka Lappi     | 2    | 0    | -    | -    | -    | 0    | 0    | 4    | 6    | A   | -    | -    | 0    | 4    | 16     |
| 13       | Stéphane Lefebvre  | 10   | -    | -    | -    | 0    | -    | 2    | -    | Ab.  | A   | -    | -    | 2    | -    | 14     |
| 14       | Henning Solberg    | -    | 6    | -    | 2    | 0    | 6    | 0    | 0    | -    | A   | -    | -    | -    | -    | 14     |
| 15       | Martin Prokop      | -    | -    | 6    | -    | 4    | 2    | -    | -    | -    | A   | -    | -    | -    | -    | 12     |
| 16       | Kévin Abbring      | -    | -    | -    | -    | -    | 0+2  | -    | 2    | -    | A   | Ab.  | 6    | Ab.  | -    | 10     |
| 17       | Teemu Suninen      | -    | 1    | 2    | -    | 0    | 4    | 0    | 1    | 0    | A   | 0    | 0    | 0    | -    | 8      |
| 18       | Pontus Tidemand    | -    | -    | -    | -    | 2    | -    | 0    | Ab.  | 4    | A   | -    | 2    | 0    | -    | 8      |
| 19       | Jan Kopecky        | -    | -    | -    | -    | 0    | 1    | -    | -    | 2    | A   | 0    | 4    | 0    | -    | 7      |
| 20       | Elfyn Evans        | 4    | 2    | -    | 0    | 0    | -    | 0    | 0    | -    | A   | 0    | -    | -    | -    | 6      |
| 21       | Marcos Ligato      | -    | -    | -    | 6    | -    | -    | -    | 0    | -    | A   | -    | -    | -    | -    | 6      |
| 22       | Lorenzo Bertelli   | Ab.  | -    | 4    | 0    | -    | Ab.  | 0    | Ab.  | 0    | A   | 0    | -    | 0    | 1    | 5      |
| 23       | Armin Kremer       | 1    | -    | 0    | -    | -    | 0    | Ab.  | -    | 1    | A   | -    | -    | -    | -    | 2      |
| 24       | Nicolás Fuchs      | -    | -    | 0    | 1    | 1    | -    | 0    | -    |      | A   | -    | -    | 0    | -    | 2      |
| 25       | Valeriy Gorban     | -    | -    | 1    | Ab.  | Ab.  | 0    | 0    | 0    | -    | A   | -    | 0    | 0    | -    | 1      |

| Couleur | Résultat                                                         |
| ------- | ---------------------------------------------------------------- |
| Or      | Vainqueur                                                        |
| Argent  | 2e place                                                         |
| Bronze  | 3e place                                                         |
| Vert    | Classé, dans les points                                          |
| Bleu    | Classé, hors des points Non classé (Nc.)                         |
| Mauve   | Abandon (Ab.) Retrait (Re.)                                      |
| Noir    | Disqualifié (Dq.)                                                |
| Blanc   | N'a pas pris le départ (Np.) Forfait (Forf.) Épreuve annulée (A) |
| Aucune  | N'a pas participé (-)                                            |

### Classement des constructeurs
Les points sont accordés aux 10 premiers classés.
| Position | 1er | 2e | 3e | 4e | 5e | 6e | 7e | 8e | 9e | 10e |
| Points   | 25  | 18 | 15 | 12 | 10 | 8  | 6  | 4  | 2  | 1   |

| Pos. | Constructeurs               | No. | MON | SUE | MEX | ARG | POR | ITA | POL | FIN | GER | CHN | FRA | ESP | GBR | AUS | Points |
| ---- | --------------------------- | --- | --- | --- | --- | --- | --- | --- | --- | --- | --- | --- | --- | --- | --- | --- | ------ |
| 1    | Volkswagen Motorsport       | 1   | 25  | 25  | 18  | 18  | 18  | 15  | 8   | 6   | 25  | A   | 25  | 25  | 25  | 18  | 377    |
| 1    | Volkswagen Motorsport       | 2   | Ab. | 4   | 25  | 2   | 10  | 18  | 10  | 25  | 4   | A   | 12  | 4   | 8   | 4   | 377    |
| 2    | Hyundai World Rally Team    | 3   | 15  | 6   | Ab. | 12  | Ab. | Ab. | 12  | 18  | 15  | A   | 18  | 18  | 15  | 15  | 312    |
| 2    | Hyundai World Rally Team    | 4   | 10  | 18  | 12  | 8   | 15  | 12  | 15  | 15  | 18  | A   | 8   | 15  | 10  | 12  | 312    |
| 3    | Volkswagen Motorsport II    | 9   | 18  | 12  | Ab. | 15  | 25  | 4   | 25  | 10  | 12  | A   | 15  | Ab. | 2   | 25  | 163    |
| 4    | M-Sport                     | 5   | 12  | 15  | 15  | 10  | 12  | Ab. | 6   | 12  | 8   | A   | 6   | 10  | 6   | 8   | 162    |
| 4    | M-Sport                     | 6   | Ab. | Ab. | 4   | 6   | 8   | 8   | 4   | Ab. | 2   | A   | 4   | 2   | 4   | Ab. | 162    |
| 5    | Hyundai Motorsport N        | 10  | 6   | 8   | 10  | 25  | 2   | 2   | -   | 8   | 10  | A   | 10  | 12  | 12  | 10  | 146    |
| 5    | Hyundai Motorsport N        | 20  | -   | -   | -   | -   | -   | 25  | Ab. | Ab. | -   | A   | -   | 6   | -   | -   | 146    |
| 6    | DMACK World Rally Team      | 12  | 8   | 10  | 8   | 4   | Ab. | 10  | 18  | Ab. | 6   | A   | 2   | 8   | 18  | 6   | 98     |
| 7    | Jipocar Czech National Team | 21  | Ab. | Ab. | 6   | -   | 6   | 6   | -   | -   | -   | A   | -   | -   | -   | -   | 18     |
| 8    | YAZEED RACING               | 30  | Ab. | 0   | Ab. | -   | 4   | Ab. | Ab. | Ab. | -   | A   | -   | -   | -   | -   | 4      |